# 서귀포시장
서귀포시장은 제주특별자치도에 소속된 행정시인 서귀포시의 시장이다. 1981년에 서귀포시가 남제주군에서 분리되어 신설된 이후에 대한민국 정부에서 임명하는 관선제였다가 1995년에 실시된 제1회 전국동시지방선거를 계기로 서귀포시 주민이 직접 선출하는 민선제로 바뀌었다. 2006년에 제주특별자치도의 출범과 함께 서귀포시와 남제주군이 통합되면서 제주특별자치도지사가 임명하는 관선제로 바뀌었다.

## 역대 서귀포시장

### 제주특별자치도 출범 및 통합 이전
| 선출 방식                        | 대수 | 이름   | 임기                               |
| -------------------------------- | ---- | ------ | ---------------------------------- |
| 관선 (대한민국 정부에서 임명)    | 1대  | 김봉수 | 1981년 7월 1일 ~ 1982년 7월 12일   |
| 관선 (대한민국 정부에서 임명)    | 2대  | 현치방 | 1982년 7월 13일 ~ 1983년 12월 26일 |
| 관선 (대한민국 정부에서 임명)    | 3대  | 부두용 | 1982년 7월 13일 ~ 1983년 12월 26일 |
| 관선 (대한민국 정부에서 임명)    | 4대  | 현치방 | 1986년 12월 24일 ~ 1988년 2월 10일 |
| 관선 (대한민국 정부에서 임명)    | 5대  | 김인탁 | 1988년 2월 11일 ~ 1990년 2월 2일   |
| 관선 (대한민국 정부에서 임명)    | 6대  | 강창수 | 1988년 2월 11일 ~ 1990년 2월 2일   |
| 관선 (대한민국 정부에서 임명)    | 7대  | 김인규 | 1992년 6월 20일 ~ 1994년 1월 2일   |
| 관선 (대한민국 정부에서 임명)    | 8대  | 송무훈 | 1994년 1월 3일 ~ 1995년 6월 30일   |
| 민선 (서귀포시 주민이 직접 선출) | 9대  | 오광협 | 1995년 7월 1일 ~ 1998년 6월 30일   |
| 민선 (서귀포시 주민이 직접 선출) | 10대 | 강상주 | 1998년 7월 1일 ~ 2002년 6월 30일   |
| 민선 (서귀포시 주민이 직접 선출) | 11대 | 강상주 | 2002년 7월 1일 ∼ 2006년 4월 1일    |

### 제주특별자치도 출범 및 통합 이후
| 선출 방식                        | 대수     | 이름   | 임기                                |
| -------------------------------- | -------- | ------ | ----------------------------------- |
| 관선 (제주특별자치도지사가 임명) | 1대      | 이영두 | 2006년 7월 1일 ~ 2006년 11월 25일   |
| 관선 (제주특별자치도지사가 임명) | 2대      | 김형수 | 2006년 12월 29일 ~ 2008년 12월 26일 |
| 관선 (제주특별자치도지사가 임명) | 3대      | 박영부 | 2008년 12월 29일 ~ 2010년 6월 30일  |
| 관선 (제주특별자치도지사가 임명) | 4대      | 고창후 | 2010년 7월 1일 ~ 2011년 12월 29일   |
| 관선 (제주특별자치도지사가 임명) | 5대      | 김재봉 | 2011년 12월 30일 ~ 2013년 8월 12일  |
| 관선 (제주특별자치도지사가 임명) | 6대      | 한동주 | 2013년 8월 13일 ~ 2013년 11월 29일  |
| 관선 (제주특별자치도지사가 임명) | 7대      | 양병식 | 2013년 8월 13일 ~ 2013년 11월 29일  |
| 관선 (제주특별자치도지사가 임명) | 8대      | 현을생 | 2014년 7월 8일 ~ 2016년 6월 30일    |
| 관선 (제주특별자치도지사가 임명) | 9대      | 이중환 | 2016년 7월 1일 ~ 2017년 7월 31일    |
| 관선 (제주특별자치도지사가 임명) | 10대     | 이상순 | 2017년 9월 1일 ~ 2018년 6월 30일    |
| 관선 (제주특별자치도지사가 임명) | 11대     | 양윤경 | 2018년 8월 21일 ~ 2020년 6월 30일   |
| 관선 (제주특별자치도지사가 임명) | 12대     | 김태엽 | 2020년 7월 1일 ~ 2022년 6월 30일    |
| 관선 (제주특별자치도지사가 임명) | 직무대리 | 한웅   | 2022년 7월 1일 ~ 2022년 8월 23일    |
| 관선 (제주특별자치도지사가 임명) | 13대     | 이종우 | 2022년 8월 23일 ~ 2024년 6월 30일   |
| 관선 (제주특별자치도지사가 임명) | 14대     | 오순문 | 2024년 7월 1일 ~                    |